# 애기자운

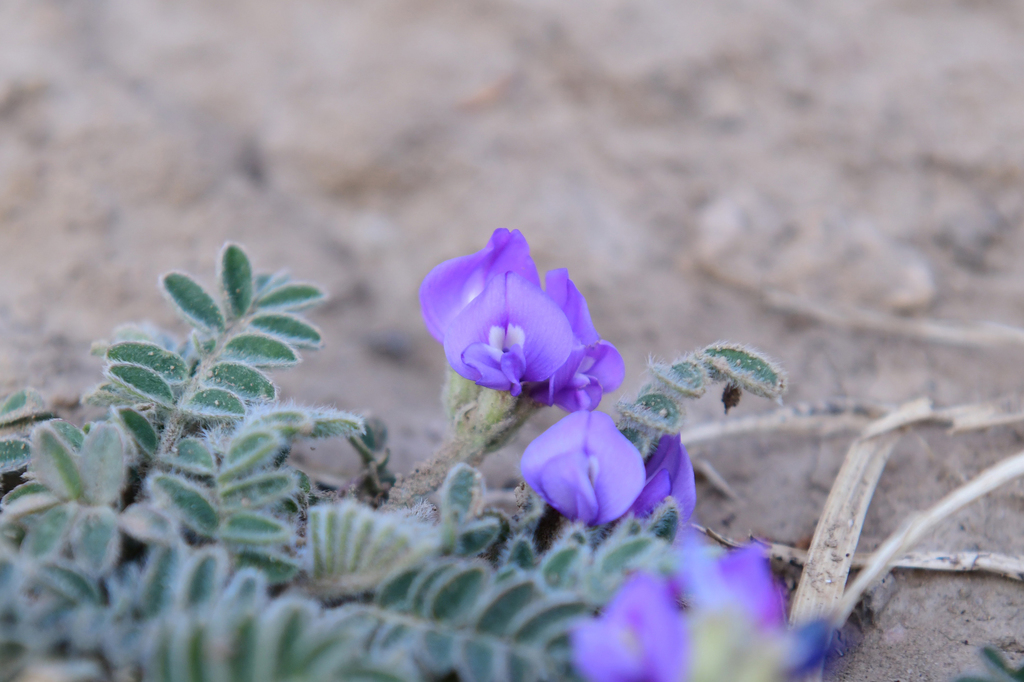

애기자운은 한반도 평북 낭림산 이북과 대구시 주변의 풀밭에서 자라는 여러해살이풀이며 높이가 5-20cm이다. 콩과이며 학명은 Gueldenstaedtia verna이다.

## 특징
뿌리는 땅속에 길고 굵은 뿌리가 있다. 잎은 뿌리에서 모여 나고 4-9쌍의 작은 잎으로 된 깃꼴겹잎이다. 작은 잎은 피침형 또는 타원형이고 끝이 둔하거나 뾰족하며 잎자루와 함께 기다란 흰색 털로 덮여 있다. 꽃 4-5월에 뿌리에서 나온 기다란 꽃줄기 끝에 나비 모양의 홍자색 꽃이 1-4개가 총상꽃차례로 달린다. 흰색으로 피는 것도 있다. 꽃받침은 끝이 5개로 얕게 갈라지고 꽃줄기와 더불어 흰색 털이 밀생하며 적자색이다. 열매 긴 난형의 협과이며 흰색 털이 밀생한다.

## 이름
자운영을 닮았고 작다는 뜻에서 유래된 이름이다.